# Luci Mescini Rufus
Luci Mescini Rufus (llatí: Lucius Mescinius Rufus) va ser un magistrat romà del segle i aC.
Va ser qüestor de Ciceró a Cilícia l'any 51 aC. Ciceró remuga de la seva conducta oficial en una carta a Pomponi Àtic en termes molt durs. Quan va sortir del càrrec, Ciceró va voler aclarir les dificultats que havien tingut, i li va enviar una llarga carta, que es conserva. Però després Ciceró el va instar a unir-se a Gneu Pompeu Magne quan es va iniciar la Segona guerra civil, i li fa grans elogis.
A la mort de Juli Cèsar (44 aC) es va unir als republicans i va servir a les ordres de Cassi que el va enviar contra Tars.
El nom de Luci Mescini Rufus apareix en algunes monedes com un dels triumvirs monetals sota August probablement els anys 17 i 16 aC.